# جو زحل

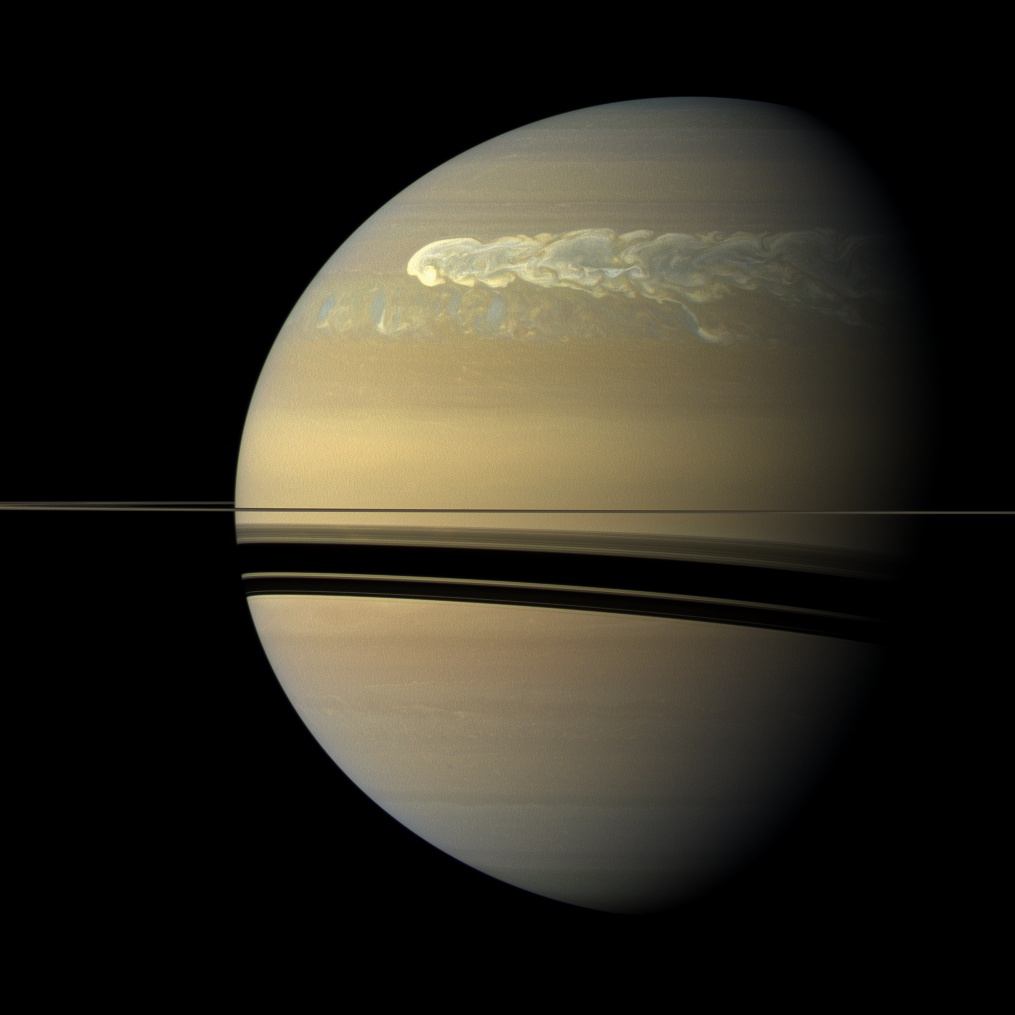
لکه سفید بزرگ زحل.

هیدروژن بیشتر جو زحل را تشکیل می‌دهد اما در جو این سیاره مقدار کمی هلیم و نشانه‌هایی از متان و آمونیاک هم وجود دارد. آشفتگی و طوفانی بودن جو زحل مانند مشتری، نپتون و تا حدودی اورانوس است.